# بيل هارت
بيل هارت (بالإنجليزية: Bill Hart)‏ (1 أبريل 1923 المملكة المتحدة - 1 مارس 1990 المملكة المتحدة) هو لاعب كرة قدم بريطاني.